# Real de Gandía
Real de Gandía (en valenciano y oficialmente, el Real de Gandia) es un municipio y localidad española de la provincia de Valencia, en la Comunidad Valenciana. El término municipal, ubicado en la comarca de la Safor, tiene una población de 2670 habitantes (INE 2024).

## Geografía
Situado en la Huerta de Gandía. El relieve lo constituye una llanura sedimentaria comprendida entre el cauce del río Serpis o río de Alcoy y las primeras estribaciones de sierra del Mondúver. El río cierra el término por su parte sureste, mientras que la sierra lo hace por el noroeste. Carece de otros accidentes geográficos importantes. La localidad presenta un clima mediterráneo.
Desde Valencia se accede a esta localidad, por carretera, a través de la N-332. Existe también una línea de autobús de La Marina gandiense que conecta esta localidad con Gandía.
El término municipal de Real de Gandía limita con las siguientes localidades: Almoines, Beniarjó, Gandía y Palma de Gandía, todas ellas de la provincia de Valencia y en la comarca de la Safor.

## Historia
Su pasado histórico se funde con el de la ciudad de Gandía, de cuyo ducado formó parte durante siglos.
A mediados del siglo XIX, el lugar contaba con una población censada de 630 habitantes. La localidad aparece descrita en el decimotercer volumen del Diccionario geográfico-estadístico-histórico de España y sus posesiones de Ultramar de Pascual Madoz de la siguiente manera:

REAL DE GANDÍA: l. con ayunt. de la prov., aud. terr., c. g. y dióc. de Valencia (9 leg.), part. jud. de Gandía (1/2 hora): sit. en la ribera izq. del r. Alcoy; reinan generalmente los vientos del E.; su clima es templado y las enfermedades mas comunes tercianas. Tiene 190 casas inclusa la del ayunt. y cárcel; un ant. palacio al parecer de moros, con un grande huerto, que sirve de albergue á los pobres, y una igl. parr. de Visitacion de Ntra. Sra. de la que es anejo el l. de Benipeixcar, servida por un cura de provision ordinaria y un beneficiado. Confina el term. por N. con el de Gandía; E. Palma; S. y O. Almoínes. El terreno es rogizo y de regular calidad, parte del cual se fertiliza con las aguas del r. Aloy, que pasa junto al pueblo. Los caminos son locales en regular estado. El correo se recibe de Gandía por encargado tres veces á la semana. prod.: trigo, maíz, seda, frutas, legumbres y muy buenas hortalizas; mantiene muy poco ganado, y hay caza de liebres, perdices y codornices. ind.: la agrícola y arriería, y 3 molinos con 3 piedras, 2 de harina y uno de arroz. pobl.: 245 vec., 630 alm. cap. prod.: 3.617,738 rs. imp. 142,139. contr. 18,958.
(Madoz, 1849, p. 379)

## Demografía
Real de Gandía cuenta con una población de 2670 habitantes (INE 2024).
| Gráfica de evolución demográfica de Real de Gandía entre 1842 y 2021                                                |
| |
| Población de derecho según los censos de población del INE Población de hecho según los censos de población del INE |

## Economía
Su economía descansa principalmente en el cultivo y comercialización de agrios. La superficie cultivada comprende la mitad de la total, mientras que la otra mitad está ocupada por edificaciones urbanas y vías de comunicación. En regadío se cultivan naranjas y hortalizas.

## Patrimonio
- Iglesia parroquial. Está dedicada a la Visitación de Nuestra Señora.
- Cueva de la Autopista. Cavidad subterránea natural más grande de la Comunidad Valenciana. En ella encontramos una compleja red davisiana de posible formación cuaternaria. De esta cueva se han conseguido topografiar 4500 m.[5]

## Fiestas locales
La localidad celebra sus fiestas patronales a partir del primer domingo de agosto en honor a la Virgen del Rosario, Santos Abdón y Senén, Divina Aurora, Santo Cristo del Amparo y Virgen de los Desamparados.

## Deporte
La localidad cuenta con un club que tienen Futbol y voley
- El equipo de Futbol Juega en la Segunda FFCV
- El equipo de Voley juega en la liga Valenciana